# Equilibrio (diseño de juegos)
En diseño de juegos, equilibrio (en inglés balance) es el concepto y la práctica de preparar las reglas de un juego, usualmente con el objetivo de prevenir que cualquiera de sus sistemas componentes sea inefectivo o de otra manera indeseable comparado con sus pares. Un sistema desequilibrado representa recursos de desarrollo desperdiciados o por lo menos y en el peor de los casos puede minar el conjunto de reglas del juego por completo al hacer que roles o tareas importantes sean imposibles de realizar.

## Equilibrio Imperfecto
El equilibrio no necesariamente hace que un juego sea justo. Esto es notable particularmente en los juegos multijugador, de estrategia y de acción: Jaime Griesemer, líder de diseño en Bungie Studios, dijo en una conferencia para otros diseñadores que "cada enfrentamiento en Halo es injusto". Este potencial de injusticia crea incertidumbre, llevando a la tensión y emoción que los juegos de acción buscan provocar. En esos casos el equilibrio es en cambio la administración de escenarios injustos, con el objetivo último de asegurarse que todas las estrategias el juego busca apoyar son viables. El grado en que esas estrategias son iguales entre sí define el carácter del juego en cuestión.
Los juegos de simulación pueden ser equilibrados de manera injusta para parecerse a la vida real. Un juego de guerra puede meter al jugador en el rol de un general que fue derrotado por una fuerza abrumadora, y es común que las habilidades de equipos en juegos de deporte reflejen a las de los equipos de la vida real que representan independientemente de las implicaciones para los jugadores que los eligen.
La percepción del jugador puede afectar también. Sid Meier declaró que había omitido las alianzas multijugador en Civilization porque descubrió que la computadora era casi tan buena como los humanos al usarlas, lo que llevaba a que los jugadores pensaran que la computadora estaba haciendo trampa.
Hay algunos juegos donde el equilibrio perfecto es lo que define al juego en sí, como el ajedrez. Sin embargo hay otros en el que puede causar que el juego se vuelva sistemático y se convierta en hacer lo mismo una y otra vez
El equilibrio imperfecto se crea dentro de cierto rango, si lo que se en lo que se está trabajando sobrepasa o está muy por debajo de ese rango se sentirá muy injusto para los jugadores.

## Nivel de dificultad
Los videojuegos muchas veces permiten a los jugadores influenciar su equilibrio al ofrecer "niveles de dificultad" opcionales. Estos cambian cuán desafiante es un juego.
En adición a la alteración de las reglas del juego, los niveles de dificultad pueden ser usados para alterar el contenido que se presenta al jugador. Esto usualmente se da añadiendo o removiendo lugares o eventos de desafío, pero algunos juegos también cambian su narrativa para recompensar a los jugadores que los juegan en niveles de dificultad mayores (Max Payne 2) o terminar antes para castigar a los que los juegan en un modo más fácil (Castlevania).
La selección de dificultad no siempre es presentada abiertamente, en particular en juegos competitivos donde todos los jugadores son afectados de igual modo y la terminología "fácil/difícil" estándar no se aplica. A veces se usa un lenguaje oscuro (Mario Kart ofrece "selección de CC"), mientras otras veces puede haber un conjunto de configuraciones granulares en vez de una opción de dificultad general.
Un enfoque alternativo para los niveles de dificultad es abastecer a todos los jugadores de todas las habilidades al mismo tiempo, una técnica que ha sido llamada "dificultad subjetiva". Esto requiere que el juego provea soluciones o rutas múltiples, cada una ofreciendo desafíos apropiados para jugadores con distintos niveles de habilidad (Super Mario Galaxy, Sonic Generations).
La dificultad también puede ser administrada por un tercer individuo o el juego en sí mismo; véase la sección Director de juego abajo.

## Pacing
Los logros del equilibrio cambian dramáticamente cuando los jugadores están contendiendo con el ambiente del juego y/o personajes no jugadores. Tales juegos de jugador contra entorno son equilibrados usualmente para enfrentarse a la línea de habilidades regularmente desafiantes de los jugadores sin siquiera producir obstáculos insuperables o injustos. Esto vuelve al equilibrio la administración de la estructura dramática, generalmente conocida como "pacing".
El pacing es también una consideración en juegos competitivos, pero la atonomía de los jugadores lo hace más difícil de controlar.

## Técnicas

### Simetría
La técnica de equilibrio de juego más simple es darle a cada jugador recursos idénticos. Juegos más competitivos tienen cierto nivel de simetría; algunos (como Pong) son completamente simétricos, pero aquellos en los que los jugadores alternan turnos (como el ajedrez) no pueden alcanzar nunca una simetría total ya que uno de los jugadores siempre tendrá una ventaja de primer movimiento.
La simetría puede ser deshecha por la psicología humana. La ventaja de los jugadores rojos sobre los jugadores azules es un ejemplo bien documentado de esto.

### Análisis estadístico
El acercamiento en bruto al equilibrio es el análisis matemático de los resultados de la sesión de juego. Con suficientes datos, es posible identificar áreas desequilibradas de un juego y hacer correcciones.

### Aleatorización
La aleatorización de condiciones iniciales es una técnica común en juegos de tablero, juegos de cartas y también investigación experimental lo que contrarresta la tendencia humana de optimizar patrones en favor de uno.
La desventaja de la aleatorización es que dificulta el control para el jugador, llevando potencialmente a la frustración. Los métodos para superar esto incluyen el darle al jugador una selección de resultados aleatorios dentro de los cuales se puede optimizar (Scrabble, Magic: el encuentro) y hacer cada sesión de juego lo suficientemente corta para alentar múltiples intentos en una sesión (Klondike, Strange Adventures in Infinite Space).

### Bucles de retroalimentación
Muchos juegos se vuelven más desafiantes si el jugador es exitoso. Por ejemplo, los juegos de estrategia en tiempo real muchas veces presentan un "mantenimiento", un precio de recursos que aumente con el número de unidades bajo el control de un jugador. Los juegos de equipo que desafían a los jugadores a invadir el territorio de sus oponentes (fútbol, capturar la bandera) tienen un bucle de retroalimentación por defecto: mientras más lejos empuje un jugador, más oponentes es probable que enfrente.
Los bucles de retroalimentación pueden llevar a frecuentes empates si se hacen cumplir estrictamente.

### Director de juego
Un juego puede ser equilibrado dinámicamente por un director de juego que observa a los jugadores y ajusta el juego en respuesta a su estado emocional (Dungeons & Dragons, Left 4 Dead).
Aunque los directores de juego han sido históricamente humanos, algunos videojuegos ahora presentan un sistema de IA que desempeña un rol similar al monitorear la habilidad del jugador e infiriendo el estado emocional a partir de las entradas. La investigación de periféricos de biofeedback mejorará mucho la precisión de tales sistemas.

## Argot

### Gimp
En el argot de juegos de rol, un "gimp" es un personaje, una clase de personaje o una habilidad de personaje que es inferior en poder en el contexto del juego (por ejemplo, un guerrero de rango reducido equipado con un set de mejora y reparación de armadura completo a pesar de no tener habilidades de reparación/curación). Personajes gimp carecen de efectividad comparados a otros personajes con un nivel de experiencia similar. Un jugador puede hacer de un personaje un gimp al asignarle destrezas y habilidades inapropiadas para la clase de personaje, o desarrollando al personaje ineficientemente. Sin embargo, esto no siempre es el caso, al ser algunos personajes intencionalmente gimps debido a los desarrolladores del juego para proporcionar un incentivo para subir de nivel, o, a la inversa, para darle al jugador una ventaja inicial. Un ejemplo de esto es la clase de Caballero Místico de Final Fantasy, que comienza débil, pero es capaz de volverse la clase más poderosa si es llevada a un nivel muy alto. Los gimps pueden también ser accidentes por parte del desarrollador, y pueden requerir un parche para volver a equilibrarse.
A veces, especialmente en MMORPGs, un gimp es usado como un sinónimo de nerf para describir una modificación de reglas que debilita al objetivo afectado. A diferencia del término connotativamente neutral nerf, gimp usado de esta manera muchas veces implica que el cambio de regla le da una desventaja injusta al objetivo del cambio.

### Nerfeo
Un «nerfeo» (del término inglés, nerf) es un cambio a un juego que reduce el atractivo o efectividad de un elemento del juego en particular. El término es usado también como un verbo para el acto de hacer tal cambio.
El primer uso establecido del término fue en Ultima Online, como una referencia a la marca de juguetes NERF los cuales son blandos y con menos probabilidad de causar lesiones serias.
Entre desarrolladores de juegos, los diseñadores de MMORPGs tienden más a provocar nerfs en aspectos de un juego para mantener el equilibrio del mismo. Ocasionalmente una nueva característica (como un ítem, clase o habilidad) puede estar hecha demasiado poderosa, demasiado barata o demasiado fácil de obtener a tal punto que desequilibra el sistema de juego. Esto es debido a veces a un bug o método de usar o adquirir el objeto imprevisto por los desarrolladores.
La frecuencia de nerfs y su escala varía mucho de juego en juego pero casi todos los juegos multijugadores masivos han caído en el nerfing en algún punto.
Nerfs en varios juegos en línea, incluyendo Anarchy Online, han provocado protestas en el mundo. Ya que muchos items en mundos virtuales son vendidos o comerciados entre jugadores, un nerf puede tener un impacto descomunal en la economía virtual. Según la respuesta de los jugadores, el nerf puede causar una fluctuación de precios antes de que se asienten en un equilibrio diferente. Este impacto en la economía, junto con el impacto original del nerf, puede causar un gran resentimiento de jugadores incluso para un cambio menor En particular, en el caso de items o habilidades que han sido sometidos a nerfs, los jugadores pueden enojarse debido a los esfuerzos desperdiciados en obtener el elemento hecho nerf.
Un ejemplo bien conocido en el cual un nerf ha cuasado muchas protestas, pero muchos más elogios, fue cuando Infinity Ward nerfeó el Modelo 1887 en su videojuego Call of Duty: Modern Warfare 2. Antes del nerf, el Modelo 1887 era capaz de matar de un tiro desde una distancia media/larga cuando las otras armas en el juego eran limitadas a una distancia corta/media. El nerfing del Modelo 1887 redujo su rango a un rango corto.
Para los juegos donde avatares e intems representan un valor económico significativo, esto puede traer disputas legales sobre el valor perdido.

### Buff
Un buff (también usado como verbo) es el opuesto a un nerf: a saber, un cambio a las reglas de un juego que incrementa el atractivo o efectividad de un elemento en particular.

### Overpowered
Overpowered (a veces abreviado como OP) significa "demasiado poderoso" y es un término común para referirse a una percibida falta de equilibrio en un juego. Es frecuentemente usada al describir una clase específica de personaje en un RPG, una facción específica en juegos de estrategia, o una táctica, habilidad, arma o unidad específica en varios juegos. Algo llamado overpowered, es la mejor elección en un número desproporcionado de situaciones (marginando otras alternativas) y/o es excesivamente difícil de contrarrestar para el oponente comparado con el esfuerzo requerido para usarlo.

### Revamp
Revamp es un término usado para referirse a la mejora o modificación de los items, habilidades, destrezas o características del juego, lo opuesto al nerfing o gimping.

### Underpowered
Underpowered, un término común, es lo opuesto a overpowered. Significa "muy poco poderoso" y es también una falta de equilibrio en el juego. Sin embargo esta habilidad, item o destreza más débil necesitará un revamp.